# 温陽市
温陽市（オニャンし、朝鮮語: 온양시）は、かつて大韓民国忠清南道にあった市。もともと朝鮮時代に温陽郡という地名があり、温陽と牙山は長く別個の地域であったが、1914年に牙山郡に統合された。1986年1月に、牙山郡温陽邑が温陽市に昇格して牙山郡から分離され、1995年1月に牙山郡と統合して牙山市に改編されて廃止となった。 現在は牙山市の行政洞である温陽洞にその名を残している。温陽温泉が有名で、温陽温泉駅が代表的施設である。

## 歴史
- 1986年1月1日 - 牙山郡温陽邑が温陽市に昇格し、郡から分離[1]。
- 1987年1月1日 - 牙山郡排芳面南里を編入。
- 1995年1月1日 - 牙山郡と温陽市を統合し、牙山市に改編[2]。